# الحنكة (ردمان)

تعديل مصدري - تعديل

الحنكة هي إحدى قرى عزلة ال عامر حوران بمديرية ردمان التابعة لمحافظة البيضاء، بلغ تعداد سكانها 130 نسمة حسب تعداد اليمن لعام 2004.